# Cheap Trick
Cheap Trick je americká rocková skupina, která vznikla v roce 1970 ve městě Rockford v Illinois. Založili ji kytarista Rick Nielsen, baskytarista Tom Petersson, zpěvák Robin Zander a bubeník Bun E. Carlos. Jejich hudba spojovala prvky kytarového popu 60. let, hard rocku 70. let a nastupujícího punkového zvuku. Tento styl pomohl vytvořit vzor pro pozdější power popové umělce.
Kapela vydala své první, eponymní album, album v roce 1977. Ve stejném roce zaznamenala velký úspěch v Japonsku s albem In Color. Následující rok přinesl album Heaven Tonight (1978) s klasikou power popu „Surrender“. V roce 1979 se Cheap Trick prosadili i ve Spojených státech, když vydali živé album At Budokan, které získalo trojitou platinovou desku, a hit „I Want You to Want Me“ ve své koncertní verzi se dostal do Top 10. Následovalo studio album Dream Police (1979), které dosáhlo 6. místa v žebříčku Billboard 200 a stalo se jejich komerčně nejúspěšnějším studiovým albem.
V 80. letech kapela čelila poklesu popularity a několika změnám v sestavě. Na konci dekády však zažila velký comeback díky baladě „The Flame“ z alba Lap of Luxury (1988), která se dostala na první místo americké hitparády. Mezi další známé skladby patří: „Dream Police“, „She's Tight“, „I Can't Take It“, „Tonight It's You“, „Mighty Wings“, cover „Don't Be Cruel“ od Elvise Presleyho, „Ghost Town“ a „Can't Stop Fallin' into Love“.
Cheap Trick pokračují ve vydávání nové hudby i v 21. století a jsou neustále na turné — od svého vzniku odehráli přes 5 000 koncertů. Cheap Trick has sold more than 20 million albums Prodali více než 20 milionů alb a vybudovali si silnou kultovní fanouškovskou základnu. Na jejich tvorbu odkazují jak mainstreamoví, tak undergroundoví rockoví hudebníci. V roce 2016 byli uvedeni do Rock and Roll Hall of Fame. Současnou sestavu tvoří Robin Zander, Rick Nielsen a Tom Petersson.

## Historie
V roce 1968 byla založena skupina Fuse, která nebyla moc úspěšná. V roce 1971 se skupina přestěhovala do Philadelphie a přejmenovala se na Sick Man of Europe. V roce 1973 změnila název na Cheap Trick a svými prvními třemi alby se proslavili především v Japonsku.

## Diskografie

### Studiová alba
- Cheap Trick (1977)
- In Color (1977)
- Heaven Tonight (1978)
- Dream Police (1979)
- All Shook Up (1980)
- Found All The Parts EP (1980)
- One on One (1982)
- Next Position Please (1983)
- Standing on the Edge (1985)
- The Doctor (1986)
- Lap of Luxury (1988)
- Busted (1990)
- Woke Up With A Monster (1994)
- Cheap Trick (1997)
- Special One (2003)
- Rockford (2006)
- The Latest (2009)
- Bang, Zoom, Crazy… Hello (2016)
- We're All Alright (2017)
- Christmas Christmas (2017)